# George Robb
George Robb (* 1. Juni 1926 in Finsbury Park, London; † 25. Dezember 2011 in Haywards Heath) war ein englischer Fußballspieler.

## Sportlicher Werdegang
Robb begann seine Karriere beim Finchley FC, den er 1944 als Amateur in Richtung Tottenham Hotspur verließ. Zeitweise kehrte der hauptberufliche Lehrer zu seinem alten Klub zurück, ehe er sich 1951 dauerhaft den Hotspurs anschloss. Nachdem der Außenstürmer bereits zuvor für die englische Amateurnationalmannschaft aufgelaufen war, nominierte Auswahltrainer Walter Winterbottom ihn für die britische Olympiaauswahl, als diese an den Olympischen Sommerspielen 1952 teilnahm. Im Vorrundenspiel gegen Luxemburg erzielte er zwar den 1:0-Führungstreffer, letztlich schied die Mannschaft jedoch mit einer 3:5-Niederlage nach Verlängerung vor Erreichen des Achtelfinals aus dem Turnier aus.
1953 unterzeichnete Robb einen Profivertrag bei den Hotspurs. Im selben Jahr debütierte er unter Winterbottom auch in der englischen A-Nationalmannschaft, als diese auf die „goldene Elf“ traf. Die 3:6-Niederlage gegen die ungarische Nationalmannschaft am 25. November 1953 im Wembley-Stadion war historisch, da die englische Auswahlmannschaft erstmals ein Heimspiel gegen eine kontinentaleuropäische Auswahlmannschaft verlor. Als Ersatzmann für den verletzten Tom Finney nominiert, blieb dies sein einziges Länderspiel.
Auf Vereinsebene blieb Robb ebenfalls der große Erfolg verwehrt. Im Messestädte-Pokal 1955–1958, der ersten Ausgabe des Wettbewerbs, zog er mit der Londoner Stadtauswahl zwar ins Endspiel ein, dort erwies sich jedoch die als Stadtauswahl von Barcelona deklarierte Mannschaft des CF Barcelona nach einem 2:2-Hinspielunentschieden durch einen 6:0-Rückspielerfolg im Camp Nou als zu stark. Zudem erreichte er mit den Hotspurs 1956 das Halbfinale im FA Cup, dort zog er mit der Mannschaft gegen Manchester City und dessen Torhüter Bernd Trautmann – mit dem es eine strittige Szene bei der 0:1-Niederlage gab – den Kürzeren. 1960 musste er verletzungsbedingt seine Karriere beenden, ironischerweise gewann Tottenham in den Spielzeiten vor seiner Ankunft und nach seinem Abschied die beiden einzigen Meistertitel der Vereinsgeschichte. Bis zu seiner Pensionierung 1986 war er anschließend wieder als Lehrer tätig, zuletzt in Sussex.